# Zemeljski čas
Zémeljski čas ali teréstrični čas (oznaka TT iz angleškega izraza Terrestrial Time) je idealiziran čas, ki se ga uporablja za praktično določanje časa na površini Zemlje. Uporablja se kot čas, ki ga kaže ura na površini vrtečega se geoida. Torej je to lastni čas na vrtečem se geoidu. Povezan je z mednarodnim atomskim časom (TAI ali International Atomic Time). Predstavlja časovno koordinato v geocentričnem sistemu. Včasih so ga imenovali »zemeljski dinamični čas« (oznaka TDT ali Terrestrial Dynamical Time). Ta čas se lahko meri poljubno daleč nazaj v preteklost (do nastanka Zemlje). Čas, ki sega še dalje v preteklost, pa se meri s težiščnim koordinatnim časom. Zemeljski čas predstavlja tudi nadaljevanje uporabe efemeridnega časa.

## Značilnosti
Čas teče za opazovalce na različnih krajih na Zemlji različno (zaradi relativnosti). Po Einsteinovi posebni teoriji relativnosti ni absolutnega časa. Potek časa v določeni točki je odvisen od hitrosti gibanja glede na drugo telo. Zemeljski čas pa je idealna oblika časa, ki je določen z mednarodnim atomskim časom (TAI), kateremu se prišteje 32,184 s.
TT = TAI + 32,184 s
Zemeljski čas teče sinhrono z atomskim časom, vedno pa je za 32,184 sekunde pred njim.
Zemeljski čas je lastni čas, ki ga kaže ura na geoidu. Povezan je z geocentričnim koordinatnim časom (TCG ali Geocentric Coordinate Time), ki določa potek časa v središču Zemlje. Da bi lahko poenostavili računanje za sisteme več teles (vsako ima svojo težnost), so za TCG določili kot približek časa, ki teče brez relativističnih pojavov. Ta čas teče hitreje kot zemeljski čas. 
Zemeljski čas je sodobno nadomestilo za efemeridni čas. Uporablja pa s  kot časovna koordinata v efemeridah za opazovalce, ki so na Zemlji. Prišteva sega med relativistične dinamične čase.

## Zgodovina
Osnovo za zemeljski čas je določila Mednarodna astronomska zveza (IAU) v letu 1976 na XVI. Generalni skupščini (Grenoble, Francija). Takrat mu je dala ime «zemeljski dinamični čas» (oznaka DTD ali Terrestrial Dynamical Time). V letu 1991 so s Priporočilom IV na XXI. Generalni skupščini IAU (Buenos Aires, Brazilija) točneje določili zemeljski čas. Dali so mu tudi ime «zemeljski čas» (v njem ni nič dinamičnega), definiran pa je bil v okviru geocentričnega koordinatnega časa, ki je bil določen na isti skupščini. Zemeljski čas (TT) je določen kot linearna transfomacija časa TCG, tako da se TT ujema z lastnim časom na geoidu. TT se meri na površini Zemlje (na nivoju morske gladine). TCG meri lastni čas v središču Zemlje in se razlikuje od TT za konstanto, ki jo določa gravitacijski potencial na dveh različnih točkah. Težiščni koordinatni čas (TCB ali baricentrični koordinatni čas ali Barycentric Coordinate Time) je lastni čas težišča Osončja, ki se od težiščnega dinamičnega časa razlikuje za konstantni faktor. 
V letu 2000 so z Resolucijo B1.9 na XXIV. Generalni skupščini Mednarodne astronomske zveze določili tudi točno razmerje med zemečjskim časom in težiščnim koordinatnim časom kot 1 − 6.969290134 · 10−10.

## Definicije
Zemeljski čas je določen z enačbo:
TT = (1 − LG) TCG + E,
kjer je 
- TT v sekundah izražen zemeljski čas v skladu s sistemom SI
- TCG v sekundah izražen geocentrični koordinatni čas po sistemu SI
- LG je konstantna razlika v obeh časovnih sistemih, ki ima vrednost 6,969290134 · 10−10
- E konstanta, ki določa epoho.

Običajno pa se uporablja še druga oblika povezave med zemeljskim in geocentričnim koordinatnim časom:
TT = TCG − LG (JDTCG − 2443144,5003725) · 86400,
kjer pa je 
- JDTCG čas TCG izražen kot Julijanski dan.
- ostale oznake so enake kot zgoraj.

ali v enostavnejši obliki:
JDTT = EJD + (JDTCG − EJD) (1 − LG)
kjer je EJD enako 2443144,5003725.